# سیدنی پولاک
سیدنی آروین پولاک (به انگلیسی: Sydney Irwin Pollack) (زادهٔ ۱ ژوئیهٔ ۱۹۳۴ – درگذشتهٔ ۲۶ مهٔ ۲۰۰۸) بازیگر، تهیه‌کننده و کارگردان آمریکایی بود که در سینما و تلویزیون فعالیت داشت. پولاک برنده جایزه اسکار بود.
او در دوران کاری خود که بیش از ۴۰ سال طول کشید و اوج آن در دهه‌های ۱۹۸۰ و ۱۹۹۰ بود، با برخی از بهترین بازیگران هالیوود همکاری کرد. بخشی از شهرت وی به‌دلیل اصرار و تبحر وی در بازی گرفتن از بازیگران مشهور سینماست. از او نقل شده‌است که: «اگرچه اسب‌های اصیل (بازیگران تراز اول) گاهی بدخلق و تند مزاجند، وقتی بتوانید از آنها سواری بگیرید، تجربه‌ای شیرین و لذت‌بخش است.»

## زندگی
سیدنی پولاک در لافیت، ایندیانا متولد شد و در سن ۱۷ سالگی بازی در تئاتر نیویورک را آغاز کرد. او مدتی دستیار سنفورد مایزنر بود و پس از چندی ایفای نقش در تلویزیون از سال ۱۹۶۰، به جرگه فیلمسازان پیوست.
پولاک برای فیلم مگر آن‌ها اسب‌ها را خلاص نمی‌کنند؟ با بازی جین فوندا در سال ۱۹۶۹ برای نخستین بار نامزد دریافت جایزه اسکار شد که بدان دست نیافت. وی بار دیگر با فیلم توتسی در سال ۱۹۸۲، با حضور داستین هافمن، نامزد دریافت اسکار شد که بازهم در دستیابی بدان ناکام ماند.
وی در نهایت با ساخت فیلم خارج از آفریقا با بازی مریل استریپ و رابرت ردفورد در سال ۱۹۸۲ برنده ۷ اسکار شد. او در دوران فعالیت هنری خود کارگردانی ۲۱ فیلم و مجموعه تلویزیونی، بازی در ۳۰ فیلم و تهیه‌کنندگی ۴۴ فیلم را در کارنامه خود ثبت کرد.

## زندگی خصوصی
وی در ۱۹۵۸ با کلر گلیسولد (Claire Bradley Griswold) ازدواج کرد که حاصل آن ۲ دختر و ۱ پسر بود.

## درگذشت
وی پس از ۹ ماه دست و پنجه نرم کردن با بیماری سرطان در تاریخ ۲۶ مه ۲۰۰۸ در منزلش در لس آنجلس، کالیفرنیا و در سن ۷۴ سالگی درگذشت.

## بخشی از فیلم‌شناسی

### فیلم
- این ملک محکوم است (۱۹۶۶)
- شکارچیان پوست سر (۱۹۶۸)
- مگر آن‌ها اسب‌ها را خلاص نمی‌کنند؟ (۱۹۶۹)
- جرمایا جانسون (۱۹۷۲)
- آنطور که بودیم (۱۹۷۳)
- سه روز کرکس (۱۹۷۵)
- بابی دیرفیلد (۱۹۷۷)
- بدون سوءنیت (۱۹۸۱)
- توتسی (۱۹۸۲)
- خارج از آفریقا (۱۹۸۵)
- بیکرهای شگفت‌انگیز (۱۹۸۹)
- هاوانا (۱۹۹۰)
- بی‌گناه (۱۹۹۰)
- بازیگر (۱۹۹۲)
- مرگ درخور اوست (۱۹۹۲)
- زن و شوهرها (۱۹۹۲)
- شرکت (۱۹۹۳)
- عقل و احساس (۱۹۹۵)
- سابرینا (۱۹۹۵)
- درهای کشویی (۱۹۹۸)
- فعالیت مدنی (۱۹۹۸)
- آقای ریپلی بااستعداد (۱۹۹۹)
- چشمان کاملاً بسته (۱۹۹۹)
- قلب تصادفی (۱۹۹۹)
- ویل و گریس (۲۰۰۶–۲۰۰۰)
- آیریس (۲۰۰۱)
- دختر روز تولد (۲۰۰۱)
- مجستیک (۲۰۰۱)
- آمریکایی آرام (۲۰۰۲)
- تغییر مسیر (۲۰۰۲)
- کوهستان سرد (۲۰۰۳)
- چارلی: زندگی و هنر چارلی چاپلین (۲۰۰۳)
- مترجم (۲۰۰۵)
- شکستن و وارد شدن (۲۰۰۶)
- مایکل کلیتون (۲۰۰۷)
- بازشماری (۲۰۰۸)
- کلاه‌چرمی‌ها (۲۰۰۸)
- کتاب‌خوان (۲۰۰۸)
- ساقدوش (۲۰۰۸)
- لطف حیرت‌آور (۲۰۱۸)

### مجموعه تلویزیونی
- زمان شروع (۱۹۵۹)
- آلفرد هیچکاک تقدیم می‌کند (۱۹۶۰)
- منطقه نیمه‌روشن (۱۹۶۰)
- دارای اسلحه - آماده سفر (۱۹۶۱)
- بن کیسی (۱۹۶۲)
- فریژر (۱۹۹۴)
- پادشاه تپه (۲۰۰۰)
- استادهای آمریکایی (۲۰۰۶)
- سوپرانوز (۲۰۰۷)
- دارودسته (۲۰۰۷)